# Гато, Жорж
Жорж Альфонс Гато (фр. Georges Hatot, 22 декабря 1876 года, Париж — 11 августа 1959 года, там же) — режиссёр и сценарист эпохи немого кино.

## Биография
Работал в театре ипподрома на Монмартре (фр.), где руководил постановкой массовых сцен.
В 1896 году руководил съемками первых фильмов компании Люмьер, в том числе «Жизнь и страдания Иисуса Христа», с актёром пантомимы Бретто, сыгравшим Христа. Им были сняты фильмы о смерти ряда известных людей: Жанны д’Арк, герцога де Гиза, Жан-Поля Марата и Робеспьера.
Впоследствии снимал драмы для компании «Пате», а после для новой компании «Эклер» (фр.), где работал с бывшим художником и режиссёром компании «Гомон» Виктореном Жассе.

## Фильмография

### Режиссёр
- Нерон пробует яды на своём рабе (1896)
- Пьеро и призрак (1897)
- Смерть Марата (1897)
- Жизнь и страдания Иисуса Христа (1898)
- Суд Парижа (1902)
- Десять жён на одного мужа (1905)
- Праздник Жозефины (1906)
- Злоключения близорукого велосипедиста (1907)
- Больничные собаки (1908)
- Прятки в шкафу (1909)
- Похороны Тебесы (1910)
- Лампочка (1922)

### Сценарист
- Ник Картер, король детективов (1908)